# گاگومان
گاگومان (به معنی ساعتِ گرگ و میش) نخستین فیلم سینمایی (مستند) محمد رسول‌اف است که در سال ۱۳۸۰ ساخته شده است. فیلم ماجرایِ واقعیِ آشنایی و ازدواج دو زندانی (زن محکوم به حبس ابد و مرد محکوم به شانزده سال زندان) در زندان بجنورد را روایت می‌کند. ماجراها و شخصیتها در این فیلم واقعی هستند. این فیلم توانست سیمرغ بلورین بهترین فیلم اول را در جشنواره فیلم فجر سال ۲۰۰۳ کسب کند.

## بازیگران
- علیرضا شالیکاران
- حسین مهدویان منش
- فاطمه بیژن